# Haplopeodes verbascifolii
Haplopeodes verbascifolii är en tvåvingeart som beskrevs av Spencer 1963. Haplopeodes verbascifolii ingår i släktet Haplopeodes och familjen minerarflugor. Inga underarter finns listade i Catalogue of Life.